# Ordre du Phénix (organisation fictive)
Cet article concerne l'organisation et ses membres. Pour l'article sur le livre, voir Harry Potter et l'Ordre du Phénix. Pour l'article sur le film, voir Harry Potter et l'Ordre du Phénix.
L'Ordre du Phénix est une organisation secrète imaginée par l'écrivain J. K. Rowling pour l'univers fictif de Harry Potter. Dans l'histoire, l'organisation est fondée par Albus Dumbledore, le directeur de l'école Poudlard, dans le but de contrer Lord Voldemort et ses partisans.

## Organisation
Avant que l'histoire de Harry Potter ne commence – lorsque le personnage de Lord Voldemort cherche à s'imposer dans le monde des sorciers – Albus Dumbledore, soutenu par les plus puissants citoyens du monde magique, tente de garder le contrôle de la situation en fondant l'Ordre du Phénix. De nombreux personnages rejoignent l'organisation, cherchant à empêcher Voldemort de prendre le contrôle du monde des sorciers et d'établir un nouvel ordre tyrannique. Durant cette période, avant les événements liés à la découverte de la pierre philosophale, l'Ordre subit de lourdes pertes, notamment les meurtres de personnages secondaires tels que les Prewett, les Bones et les McKinnon. Les Londubat furent également torturés de la main de Bellatrix Lestrange, la plus fidèle alliée de Voldemort, jusqu'à en perdre la raison.
Le premier règne de terreur de Voldemort prend fin à la suite du meurtre de James et Lily Potter, et sa vaine tentative de tuer Harry Potter. Le sort rebondit sur Voldemort et diminue considérablement ses pouvoirs, ce qui conduit l'Ordre à réduire, voire interrompre ses activités.
Lorsque Harry Potter annonce le retour de Voldemort, après les évènements de Harry Potter et la Coupe de feu, Dumbledore réactive l'Ordre. Beaucoup des membres de la formation initiale reprennent leur place et sont rapidement rejoints par de nouvelles recrues qui prennent le relais de ceux ayant été assassinés lors du premier conflit. L'Ordre établit alors son quartier général au 12, square Grimmaurd, dans la maison familiale de Sirius Black, durant l'intervalle entre le quatrième et cinquième volet de la saga. Dumbledore devient le gardien du secret pour l'Ordre, ce qui veut dire qu'il est le seul à pouvoir révéler la localisation du quartier général aux autres membres. Le meurtre de Dumbledore par Rogue dans le sixième livre rend l'endroit vulnérable. Pour cette raison, l'Ordre s'établit au Terrier, chez les Weasley.
L'Ordre mène discrètement le combat contre Voldemort au cours du cinquième épisode, alors que le ministre de la Magie refuse d'accepter l'idée d'un retour du mage noir, malgré les avertissements de Harry et de Dumbledore. Quelques membres de l'Ordre effectuent des tours de garde pour surveiller la prophétie de Sibylle Trelawney, conservée au département des mystères du Ministère de la Magie, et qui annonce que la chute de Voldemort est liée à Harry Potter. Rubeus Hagrid, gardien des clés de Poudlard et membre de la formation initiale, est accompagné par Olympe Maxime dans une tentative de recruter des géants pour la cause de l'Ordre. Quelques membres participent à la bataille du département des mystères à la fin du cinquième épisode pour venir secourir Harry et ses amis. Ils patrouillent également au sein de l'école lorsque Dumbledore est tué, à la fin du sixième épisode, affrontant les mangemorts ayant permis une intrusion dans le château.
Au début du septième volet, leur mission consiste à escorter la cible principale, Harry Potter, entre Privet Drive (où il réside durant l'été) et le Terrier des Weasley. Plus tard, après la prise de contrôle du Ministère par Voldemort, certains membres de l'Ordre créent Potterveille, un programme de radio secret fournissant des informations sur le monde magique, informations que Voldemort tient à dissimuler à la population. Dans le climax du livre, la plupart des membres de l'Ordre, appuyés par l'Armée de Dumbledore, le personnel de Poudlard et les élèves plus âgés, affrontent les mangemorts durant la bataille de Poudlard, où certains perdent la vie.
L'Ordre a été créé pour combattre Voldemort et ses mangemorts, mais il n'est pas précisé s'il reste actif à la suite de la mort du mage noir, ou s'il est momentanément mis en sommeil, comme à la fin de la première guerre.

## Membres de l'Ordre

### Formation initiale
Ces personnages sont tous membres de l'Ordre du Phénix durant la première ascension au pouvoir de Voldemort et quelques années avant les premiers évènements liés à l'histoire de Harry Potter. La plupart de ces personnages encore vivants retrouvent l'Ordre pour sa seconde formation.
| Personnage                     | Accomplissements et autres informations |
| ------------------------------ | --- |
| Sirius Black                   | S'échappe de la prison d'Azkaban pour rejoindre à nouveau l'Ordre. Au cours d'une bataille au département des mystères, il se fait tuer par Bellatrix Lestrange, sa cousine et plus fidèle alliée de Voldemort. Il lègue sa maison et son elfe de maison à Harry Potter (son filleul et le fils de son meilleur ami). |
| Edgar Bones                    | Assassiné avec sa femme et ses enfants par les mangemorts durant la première guerre. Edgar Bones est le frère d'Amelia Bones, qui est employée au Ministère de la Magie. Sa nièce, Susan Bones, est élève à Poufsouffle et fait ses études à Poudlard en même temps que Harry Potter. |
| Caradoc Dearborn               | Disparait durant la première guerre, probablement mort. Son corps n'a jamais été retrouvé. |
| Dedalus Diggle                 | Rencontre Harry plusieurs fois avant de révéler qu'il fait partie de l'Ordre du Phénix. Diggle fait partie de la garde rapprochée aidant Harry à s'échapper de chez les Dursley durant le cinquième volet. À la fin de la saga, il est chargé de la protection de la famille Dursley avec Hestia Jones. Durant son absence, sa maison est brûlée par les mangemorts. |
| Elphias Doge                   | Camarade de classe de Dumbledore. Il écrit une nécrologie sur Dumbledore pour la Gazette du Sorcier et défend ouvertement l'intégrité de celui-ci dans la dernière partie de l'histoire. Il fait également partie de la garde rapprochée du cinquième épisode. |
| Abelforth Dumbledore           | Frère d'Albus Dumbledore. Il tient le bar de la Tête de Sanglier au village de Pré-au-Lard et devient membre de l'Ordre après la mort de son frère. Il est en mesure d'obtenir des informations utiles pour l'Ordre en raison de son poste discret. Il aide Harry à éviter les mangemorts lorsqu'il cherche à retourner à Poudlard. Il envoie Dobby au secours de Harry et de ses amis alors qu'ils sont prisonniers dans la cave du manoir des Malefoy, tandis qu'Hermione Granger est torturée par Bellatrix Lestrange. Il aide également à défendre l'école au cours de la Bataille de Poudlard et triomphe d'Augustus Rookwood. |
| Albus Dumbledore               | Fondateur de l'Ordre et l'ayant fait revivre à la suite du retour de Voldemort au pouvoir. Directeur de Poudlard pendant plusieurs décennies. Considéré comme le plus grand sorcier de son temps et le seul que Lord Voldemort puisse craindre. Se sachant condamné à la suite de la destruction de l'un des horcruxes, il ordonne en secret à Severus Rogue de précipiter sa mort, permettant à ce dernier de rester crédible aux yeux de Voldemort et d'éviter à Drago Malefoy d'avoir à commettre son assassinat. |
| Benjy Fenwick                  | Désintégré par les mangemorts. Seulement quelques fragments de sa personne ont été retrouvés. |
| Arabella Figg                  | Femme âgée Cracmol, elle est enrôlée par Dumbledore lors de la seconde formation de l'Ordre pour veiller sur Harry Potter durant son enfance, de sa maison située dans le même quartier que celui des Dursley. Lorsque Harry apprend sa véritable identité, elle lui avoue regretter de l'avoir traité aussi durement, mais que les Dursley ne lui auraient plus envoyé Harry s'ils avaient su qu'elle le traitait correctement. |
| Mondingus Fletcher             | Voleur et escroc que Dumbledore a autrefois aidé en retour d'être informé sur des éléments criminels dont il pourrait être témoin. Il fait partie du groupe chargé de conduire Harry jusqu'au Terrier, mais il panique à la vue de Voldemort et transplane, abandonnant son équipier Alastor Maugrey qui se fait tuer. |
| Rubeus Hagrid                  | Professeur de Soins aux créatures magiques à Poudlard ainsi que gardien des clés. Il est chargé de récupérer Harry Potter dans la maison détruite de ses parents à Godric's Hollow et de l'apporter jusqu'à la maison des Dursley en se servant de la moto de Sirius Black. |
| Frank et Alice Londubat        | Parents de Neville Londubat. Ils sont d'éminents Aurors, ayant par trois fois défié Voldemort en 1981, avant d'être torturés à la folie sous le sortilège Doloris par un groupe de Mangemorts dirigé par Bellatrix Lestrange. Depuis lors, Frank et Alice résident à l'Hôpital Ste Mangouste pour les Maladies et Blessures Magiques et reçoivent la visite régulière de Neville et de sa grand-mère. |
| Remus Lupin                    | Déjà membre de l'Ordre à sa première formation, il s'investit à part entière dans la mission consistant à escorter Harry Potter entre Privet Drive et le Terrier. C'est une personne en qui Harry a pleinement confiance, pour l'avoir connu en tant que professeur de défense contre les forces du mal en troisième année, mais aussi pour avoir été l'un des meilleurs amis de son père. Lupin fait également partie du groupe venant secourir Harry au Département des Mystères et empêche ce dernier d'aller rejoindre Sirius Black au-delà du voile de la mort. Il épouse Nymphadora Tonks avec qui il a un enfant, Teddy Lupin. Tonks et lui sont tués lors de la bataille de Poudlard par Antonin Dolohov et Bellatrix Lestrange. |
| Minerva McGonagall             | Directrice adjointe de l'école Poudlard, professeur de métamorphose et directrice de la maison Gryffondor. Extrêmement fidèle à Dumbledore et à ses idées, elle agit en bras droit. Après la mort de Dumbledore, elle mène la défense du château au cours de la Bataille de Poudlard et affronte en duel Voldemort lui-même, avec à ses côtés Kingsley Shacklebolt et Horace Slughorn. |
| Marlene McKinnon               | Tuée par des mangemorts (dont un certain Travers, selon le rapport de Igor Karkaroff) avec l'ensemble de sa famille. |
| Dorcas Meadowes                | La seule membre connue de l'Ordre, en dehors des Potter, à avoir été personnellement tuée par Lord Voldemort au cours de la première guerre. Elle a été tuée entre la période où Lily et James ont quitté l'école et le 31 octobre 1981. |
| Alastor Maugrey, dit "Fol-Œil" | Déjà membre de l'Ordre à sa première formation, il est sorti de sa retraite par Albus Dumbledore, mais est attaqué, emprisonné, et personnifié par Bartemius Croupton Jr.. Il est tué par Voldemort alors qu'il accompagne Mondingus Fletcher (transformé en Harry Potter) jusqu'à un endroit sûr. Son œil est emmené par les Mangemorts, puis récupéré plus tard par Harry Potter. Sa devise est Vigilance Constante. |
| Peter Pettigrow                | Surnommé " Queudver " dès son enfance en raison de ses facultés d'Animagus, il est l'ami de Sirius Black, James Potter et Remus Lupin. Il trahit James et Lily Potter, alors traqués par Voldemort, ce qui permet à ce dernier de les localiser et de les supprimer. Il est tué par sa propre main magique en voulant épargner Harry. Une main qui avait été façonnée sur mesure par Voldemort pour se retourner contre lui en cas de trahison. |
| Sturgis Podmore                | Membre du ministère de la Magie. Il fait partie de la garde rapprochée qui vient chercher Harry Potter à l'aube de sa cinquième année, pour l'emmener au 12, square Grimmaurd, le quartier général de l'Ordre du Phénix. Il est arrêté par un agent de sécurité pour avoir tenté de forcer une porte du ministère et est envoyé à Azkaban pendant six mois. Harry, Ron et Hermione soupçonnent Lucius Malfoy de l'avoir placé sous le sortilège de l'Imperium. |
| Lily et James Potter           | Tués par Voldemort. Celui-ci a également tenté de tuer leur fils Harry. |
| Fabian et Gideon Prewett       | Frères de Molly Weasley, tués durant la première guerre. Cinq mangemorts (incluant Antonin Dolohov) durent se réunir pour les tuer tous les deux. Molly donne la montre de Fabian à Harry durant son dix-septième anniversaire. |
| Emmeline Vance                 | Elle fait partie de la garde rapprochée consistant à escorter Harry de Privet Drive au quartier général. Elle est tuée en 1996 près de la résidence du premier Ministre moldu et sa disparition est un coup dur pour les membres de l'Ordre. Severus Rogue se vante dans Harry Potter et le Prince de Sang-Mêlé d'avoir donné des informations aux Mangemorts ayant conduit à sa mort. |

### Nouveaux membres après 1995
Ces personnages rejoignent l'Ordre lorsque Dumbledore le réactive à la suite du retour de Lord Voldemort à la fin de Harry Potter et la Coupe de feu.
| Personnage           | Accomplissements et autres informations |
| -------------------- | --- |
| Fleur Delacour       | Elle rejoint très probablement l'Ordre après son mariage avec Bill Weasley. Elle accompagne Harry de Privet Drive jusqu'au Terrier et accueille Harry et ses amis à la chaumière aux Coquillages après la mort de Dobby dans Les Reliques de la Mort. Elle participe à la bataille de Poudlard. |
| Severus Rogue        | Après avoir appris que Voldemort planifie de tuer Lily Potter pour obtenir Harry, Rogue devient agent double au service de Dumbledore contre les mangemorts, y compris durant la deuxième guerre. Il est professeur de potions à Poudlard et directeur de la maison Serpentard. Son Patronus prend la forme d'une biche, comme celui de Lily Potter, la seule personne qu'il a jamais aimé. Rogue dévoile la cachette de l'épée de Gryffondor à Harry dans la forêt de Dean en utilisant son Patronus, lui permettant de détruire les horcruxes. Il est attaqué mortellement par le serpent de Voldemort durant la bataille de Poudlard. Lorsque Harry le rejoint, Rogue lui livre juste avant de mourir les secrets qui lui permettent d'avoir toutes les clés en main et de remporter la victoire contre Voldemort. |
| Hestia Jones         | Fait partie de la garde rapprochée de Harry entre Privet Drive et le 12, square Grimmaurd. Elle accompagne également les Dursley au début des Reliques de la Mort avec Dedalus Diggle. Hestia est surprise de savoir que les Dursley ne sont pas conscients de l'importance de Harry dans le mouvement contre Voldemort, et plus tard, les confronte pour les mauvais traitements qu'ils ont infligé à Harry durant son enfance. |
| Kingsley Shacklebolt | Auror, membre de la garde rapprochée, garde du corps du Premier Ministre moldu et membre du groupe ayant lutté contre les mangemorts au Ministère à la fin de L'Ordre du Phénix. Il aide à organiser les membres de l'Ordre et épaule Minerva McGonagall lors de la bataille de Poudlard, se battant également contre Voldemort lui-même. Après la mort du mage noir, Kingsley devient ministre de la Magie. |
| Nymphadora Tonks     | Membre de la garde rapprochée et du groupe ayant combattu les mangemorts au Ministère. Elle est métamorphomage (capable de changer son apparence à volonté), et Auror. Elle épouse Remus Lupin et donne naissance à un enfant, Teddy Lupin. Elle combat les mangemorts durant la première attaque de l'école, lors du meurtre de Dumbledore, et participe au transfert de Harry de Privet Drive au Terrier au début des Reliques de la Mort. Elle est tuée lors de la bataille de Poudlard par sa tante, Bellatrix Lestrange. |
| Arthur Weasley       | Est mordu par Nagini alors qu'il garde la porte du Département des Mystères menant à la prophétie. Participe au transfert de Harry de Privet Drive au Terrier au début des Reliques de la Mort. Il lutte contre Pius Thicknesse au Ministère, puis combat aux côtés de son troisième fils, Percy Weasley, dans la bataille de Poudlard contre les mangemorts. |
| Bill Weasley         | Briseur de sorts pour la Banque Gringotts, il devient un intermédiaire entre l'Ordre et la communauté des Goblins. Il est attaqué et marqué par Fenrir Greyback lors de la première attaque de Poudlard. Il participe au transfert de Harry de Privet Drive au Terrier au début des Reliques de la Mort, ainsi qu'à la bataille de Poudlard. |
| Charlie Weasley      | Est assigné à recruter des sorciers étrangers pour l'Ordre. Il fait partie des renforts durant la bataille de Poudlard. |
| Molly Weasley        | Aide son mari à garder le département des mystères. Elle tue Bellatrix Lestrange au cours de la bataille de Poudlard. |

## Membres notables

### Sirius Black
Parrain de Harry Potter et ami d'enfance de James Potter, Lily Evans et Remus Lupin. Il est membre de l'Ordre dès sa première formation.

### Fleur Delacour
Fleur Delacour est une élève de l'école Beauxbâtons, participante au Tournoi des Trois Sorciers, puis membre de l'Ordre du Phénix après ses études. Fleur naît probablement en 1977 et est d'une très grande beauté, qu'elle doit en partie à sa grand-mère vélane. Sa mère s'appelle Apolline et sa sœur cadette Gabrielle. Pendant longtemps, Ginny Weasley la surnomme « Fleurk » (contraction de « Fleur » et de l'interjection « Beurk ! »). Elle habite en France lors de son enfance, probablement à Londres lorsqu'elle a travaillé pour la banque Gringotts et au bord de la mer, dans la chaumière aux Coquillages, avec Bill Weasley.
Dans Harry Potter et la Coupe de feu, elle est la championne représentant son école au Tournoi des Trois Sorciers qui se déroule en 1994-1995 à Poudlard. Au cours des épreuves, Fleur rencontre Bill Weasley, le frère de Ron. À la fin du tournoi, elle souhaite trouver un travail en Angleterre pour améliorer son anglais. Elle est finalement engagée chez Gringotts sur le chemin de Traverse, banque pour le compte de laquelle travaille également Bill. Dans Harry Potter et l'Ordre du Phénix, Bill et Fleur sont fiancés (ce qui provoque une certaine irritation chez Molly et Ginny Weasley). Dans Harry Potter et le Prince de sang-mêlé, lorsque les Mangemorts s’introduisent à Poudlard, Bill est mordu au visage et partiellement défiguré par Fenrir Greyback. À la grande surprise de la mère du blessé, Fleur confirme son intention d'épouser Bill malgré son état, montrant qu'elle n'est pas la fille superficielle que sa future belle-mère supposait. Dans Harry Potter et les Reliques de la Mort, quelques jours après que Bill et Fleur eurent risqué leur vie en participant à la fuite de Harry (plus en danger que jamais au 4, Privet Drive), leur mariage est célébré. Mais les festivités sont interrompues lorsque les Mangemorts réapparaissent durant la réception qui battait son plein au Terrier. Après cela, le couple se retire dans le foyer qu'il s'est choisi, en l'occurrence la Chaumière aux Coquillages. Les deux jeunes gens y continuent à lutter dans l'ombre contre le nouveau pouvoir établi.
Après la chute de Voldemort, Bill et Fleur ont successivement trois enfants :  Victoire, Dominique et Louis. Victoire est ainsi prénommée car elle est née le jour du deuxième anniversaire de la défaite du Seigneur des Ténèbres. La baguette de Fleur Delacour est en bois de rose. Au cœur de la baguette, se trouve un cheveu de Vélane appartenant à sa grand-mère. 

### Abelforth Dumbledore
Abelforth Dumbledore (1883 - ?) (Aberforth en anglais) est le frère cadet du directeur de Poudlard, Albus Dumbledore. Il est membre de l’Ordre du Phénix, et est le barman de la Tête de Sanglier, un pub miteux situé dans le village de Pré-au-Lard. Il est mentionné pour la première fois dans Harry Potter et la Coupe de feu. Ses parents sont Perceval et Kendra Dumbledore.
Caractéristiques
Abelforth a, d'après le peu qu'on sait de lui, un assez mauvais caractère. Ses yeux sont bleus comme ceux d'Albus. Peu bavard, il grogne souvent, et dans sa jeunesse, il préfère les duels aux longs discours de son frère. Abelforth se montre plus dur et inflexible que son frère. Il propose même au début de la bataille de Poudlard que Harry et ses amis, ainsi que les professeurs de Poudlard, retiennent en otages les élèves de Serpentard – dont beaucoup sont plus ou moins apparentés aux Mangemorts – tout en permettant l'évacuation des élèves des autres maisons. Ce à quoi Harry répond : « Votre frère n'aurait pas fait ça. » Le patronus d'Abelforth est un bouc.
Son passé
Abelforth Dumbledore vit une jeunesse difficile. Dès son enfance, il est séparé de son père, Perceval Dumbledore, enfermé à Azkaban pour avoir attaqué trois Moldus, ce qui vaut à Perceval une réputation d'ennemi des Moldus. En réalité, Perceval s'est vengé des trois jeunes Moldus qui ont attaqué sa fille Ariana après l'avoir vue pratiquer involontairement la magie. Abelforth entre à Poudlard trois ans après Albus, dont les incroyables talents ne sont alors plus à prouver. Abelforth, à l'inverse d'Albus, ne montre aucun don prodigieux pour la magie, et préfère user de la violence plutôt que de la raison pour imposer ses idées.
Il entre à la maison Gryffondor. Tout au long de sa scolarité, il ne s'entend jamais avec son frère aîné, dont la gloire ne cesse jamais de lui faire de l'ombre. Avant même d'avoir achevé ses études à Poudlard, Abelforth perd sa mère, Kendra Dumbledore, et Albus devient le chef de famille, de par son statut d'aîné. Abelforth n'est pas en accord avec les idées de son frère aîné, et ne supporte pas de le voir délaisser sa sœur Ariana. Il se méfie beaucoup de Grindelwald, et un jour, il s'oppose violemment à lui. Une grave dispute éclata entre les trois jeunes hommes. Grindelwald ne supporte pas de voir le frère de son meilleur ami s'opposer à lui, qui était si brillant et ambitieux. Grindelwald utilise le sortilège Doloris sur Abelforth. Albus tente de s'interposer entre son frère et son ami, suppliant ce dernier d'arrêter, mais les choses dégénèrent : Grindelwald, Albus et Abelforth entrent en duel et les sorts fusent de partout. Ariana, alertée par le bruit, les rejoint et tente de faire cesser le duel malgré les supplications d'Abelforth pour qu'elle s'en aille. L'agitation lui fait perdre le contrôle, avant même que sa magie ne devienne dangereuse, la jeune fille est atteinte par un sortilège très puissant, qui lui fait perdre la vie. Les deux frères Dumbledore sont profondément touchés par ce nouveau drame.
Quelques décennies plus tard, Lord Voldemort entreprend sa fulgurante ascension, l'Ordre du Phénix est constitué par Albus. Abelforth en devint membre, mais il perd toute confiance en la victoire de leur camp lors de la seconde guerre.
Évolution
Dans Harry Potter et la Coupe de feu, Abelforth est mentionné par son frère, Albus Dumbledore. Ce dernier révèle à Harry et Rubeus Hagrid que son frère a jadis fait l'objet de poursuites pour avoir pratiqué des sortilèges douteux sur une chèvre, une affaire qui aurait fait la une de tous les journaux.
Dans Harry Potter et l'Ordre du Phénix, Maugrey Fol Œil montre à Harry une vieille photographie de l'Ordre du Phénix tel qu'il était à l'origine. Abelforth apparaît sur cette photo, et bien qu'il ne soit pas décrit physiquement, Maugrey confie à Harry qu'il s'agit « d'un drôle de type ». L'apparition suivante du barman, lors de la réunion entre plusieurs élèves de Poudlard organisée par Hermione, n'est pas sans nous rappeler un personnage bien connu : « C'était un vieil homme à l'air revêche avec une imposante barbe grise et de longs cheveux de la même couleur. Il était grand et mince et Harry eut la vague impression de l'avoir déjà vu. » Cette description fait état d'une ressemblance frappante avec Albus Dumbledore, bien que Harry ne reconnaisse pas immédiatement son frère.
Dans Harry Potter et le Prince de sang-mêlé, Harry rencontre brièvement le barman à côté du bar des Trois Balais où il le surprend en compagnie de Mondingus Fletcher. On apprend que le vieil homme porte des lunettes, tout comme Albus Dumbledore.
Dans Harry Potter et les Reliques de la Mort, Harry se rend une nouvelle fois dans le pub « À La Tête du Sanglier » (il y a déjà été dans le cinquième opus), un lieu sale et miteux, fortement imprégné d'une odeur de chèvre. Harry, Hermione et Ron rencontrent le barman de La Tête de Sanglier où il les sauve in extremis des Mangemorts en les cachant dans son pub. Harry découvre ensuite un petit miroir rectangulaire entreposé dans le bar, le même miroir que celui que Sirius Black lui avait offert, et dont le pouvoir est de permettre aux possesseurs respectifs des deux miroirs de se parler à distance. Le barman a sans doute obtenu le miroir des mains de Mondingus Fletcher, qui avait pillé la maison des Black, le jour où Harry les avait surpris ensemble à Pré-au-Lard. Harry réalise alors que l'œil qu'il avait aperçu dans son propre miroir, lors de sa captivité dans le Manoir des Malefoy, n'était autre que l'œil du barman. Harry comprend que c'est le barman qui, voyant Harry en danger dans le miroir, a envoyé l'elfe Dobby le sauver. Faisant le lien entre les deux personnages, Harry en déduit que le barman n'est autre qu'Abelforth Dumbledore, le frère d'Albus. Abelforth, apporte une aide précieuse aux trois héros à la fin du livre, permettant aux élèves de Poudlard de fuir le château assiégé par les Mangemorts, grâce au passage secret reliant le pub à l'école de sorcellerie. Bien que convaincu de la défaite de l'Ordre du Phénix, il entre ensuite dans le château afin de participer aux combats contre les Mangemorts.

### Albus Dumbledore
Directeur de Poudlard et fondateur de l'Ordre du Phénix.

### Mondingus Fletcher
Mondingus Fletcher est un escroc loyal envers Dumbledore, qui l'a un jour tiré d'un très mauvais pas. Il est malin et entend des choses qui échappent aux autres. Dans Harry Potter et la Chambre des secrets, il essaye de jeter un sort à Arthur Weasley qui travaille dans le ministère au service des Détournements de l'Artisanat moldu. Dans Harry Potter et l'Ordre du Phénix, il manque à sa garde pour aller chercher des chaudrons volés lorsque Harry se fait attaquer par des Détraqueurs. On le voit aussi fournir aux jumeaux Weasley des graines de Tentacula Vénéneuse dont ils veulent se servir pour la fabrication de Boîtes à flemme, une friandise qui rend malade. Dans Harry Potter et le Prince de sang-mêlé, il vole l'héritage de Harry que Sirius lui a légué et est arrêté à la fin de Harry Potter et le Prince de sang-mêlé pour avoir pris l'apparence d'un Inférius.
On le revoit dans Harry Potter et les Reliques de la Mort à deux reprises : il fait partie de l'escorte de Harry qui doit l'évacuer du 4 Privet Drive en équipe avec Alastor Maugrey ; il transplane lorsque Voldemort apparaît près d'eux et Maugrey qui tente de le retenir est tué. Plus tard, Harry envoie Kreattur le chercher pour savoir à qui il a vendu le médaillon de Serpentard. Malgré tous ses défauts de voleur et de trafiquant (c'est notamment lui qui pille la maison de Sirius Black après sa mort et revend le médaillon de Régulus à Dolores Ombrage), il est très utile à l'Ordre. En effet, il connaît tous les revendeurs et autres personnages peu fréquentables. Il n'a pas participé à la bataille de Poudlard.
 Il est interprété par Andy Linden dans le film Harry Potter et les Reliques de la Mort 1re partie.

### Rubeus Hagrid
Membre de l'Ordre depuis sa première formation, Hagrid est un demi-géant, gardien des clés et des lieux et garde-chasse de l'école Poudlard.

### Remus Lupin
Membre de l'Ordre du Phénix depuis sa première formation, Remus Lupin est un ami de jeunesse de Sirius Black, James et Lily Potter et Peter Pettigrow. Il fut également professeur de défense contre les forces du mal à Poudlard dans Harry Potter et le Prisonnier d'Azkaban.

### Minerva McGonagall
Minerva McGonagall est directrice adjointe de Poudlard, où elle enseigne la métamorphose. Elle est également la directrice de la maison des Gryffondor et fait partie de l'Ordre du Phénix depuis son origine.

### Alastor Maugrey
Alastor Maugrey dit « Maugrey Fol Œil » en raison de son œil magique (en anglais : Alastor « Mad Eye » Moody) est un Auror à la retraite.
Maugrey a été un grand sorcier en son temps et est un vieil ami de Dumbledore, il est d'ailleurs membre de l'Ordre du Phénix depuis ses débuts. Il a travaillé au Ministère comme Auror, et a été l'un des meilleurs. Il a entre autres arrêté Igor Karkaroff des années auparavant. Maugrey dit « Fol Œil » est d'un tempérament calme et déterminé, selon une interview de J. K. Rowling. Il s'est fait un tas d'ennemis dans l'exercice de ses fonctions, ce qui l'a rendu complètement paranoïaque en vieillissant, il ne fait plus confiance à personne. Il a l’habitude de ne boire et manger que ce qu’il prépare lui-même. Maugrey serait le seul à connaître la véritable apparence d'un épouvantard, grâce à son œil magique.
C'est sous son apparence que le mangemort Barty Croupton Jr. enseigne la défense contre les forces du Mal au cours de la quatrième année de Harry Potter à Poudlard.
Au cinéma, Alastor Maugrey est interprété par Brendan Gleeson.
Caractéristiques
Ses cheveux sont longs et blonds, son visage et son corps sont couverts de cicatrices, résultat de nombreux combats qu'il eut dans sa longue carrière d'Auror. Sa voix peut parfois ressembler à une sorte de grognement, sa bouche a l'air d'une entaille tracée en diagonale et il lui manque une bonne partie du nez. Il a également une jambe de bois sculptée avec au bout un pied doté de griffes. L'un de ses yeux est petit, sombre et perçant. L'autre est grand, rond comme une pièce de monnaie et d'un bleu vif, électrique. L'œil bleu remue sans cesse, sans jamais ciller, roulant dans son orbite totalement indépendamment de l'œil normal. Il peut également se retourner complètement pour regarder en arrière. On ne voit plus alors qu'un globe blanc. Il lui permet de voir à travers divers matériaux comme le bois et les capes d'invisibilité (il en possède d'ailleurs deux), ou encore de voir derrière lui.
Évolution
Dans Harry Potter et la Coupe de feu, Maugrey Fol Œil devait être le professeur de Défense contre les Forces du Mal durant la quatrième année de Harry à Poudlard. Mais Bartemius Croupton Jr. prend sa place juste avant le début de l'année grâce à une potion de Polynectar. Il garde Maugrey en vie pour l'interroger sur ses habitudes et son caractère, et il prélève sur lui des cheveux (pour le Polynectar qui n'est effectif que pendant une heure) durant toute l'année scolaire. Le vrai Maugrey reste séquestré et inconscient dans sa propre malle jusqu'à la fin de l'année lorsque Dumbledore le libère enfin.
Dans Harry Potter et l'Ordre du Phénix, Maugrey réintègre les rangs de l'Ordre du Phénix. Il fait partie de la garde rapprochée (composée entre autres de Nymphadora Tonks, Remus Lupin ou encore Kingsley Shacklebolt) chargée d'escorter Harry au siège de l'Ordre, au 12, square Grimmaurd. Il réapparaît à la fin du livre, quand, alerté par Rogue, l'Ordre se précipite au Département des Mystères. Durant son combat contre Antonin Dolohov, Maugrey fait preuve d'une grande efficacité en terrassant son adversaire très facilement. Il fait aussi partie du petit groupe, comptant également Remus et Arthur, qui va demander aux Dursley de traiter Harry convenablement, terrorisant l'oncle Vernon.
Dans Harry Potter et le Prince de sang-mêlé, Maugrey n'apparait qu'à la fin, à l'enterrement de Dumbledore.
Dans Harry Potter et les Reliques de la Mort, il fait encore une fois partie de l'escorte chargée d'aller chercher Harry chez les Dursley pour le ramener au Terrier. Pour déconcerter l'ennemi, six membres de l'escorte boivent du Polynectar qui leur donne l'apparence de Harry. Pendant la bataille dans les airs, Maugrey est touché par un Avada Kedavra lancé par Voldemort et il tombe de son balai après avoir été abandonné par Mondingus Fletcher. Les membres de l'Ordre du Phénix ne parviennent pas à retrouver son corps. Mais plus tard, Harry retrouve son œil magique sur la porte de Dolores Ombrage, qui utilisait l'œil pour surveiller son service au Ministère de la Magie (tombé aux mains de Voldemort). Harry vole l'œil pour qu'il ne profite pas à Ombrage et l'enterre ensuite, sous un vieil arbre, un chêne, le plus noueux et résistant possible, en mémoire de Maugrey Fol-Œil.

### James Potter
James Potter, né le 27 mars 1960, est le père de Harry Potter. Parfois, surnommé Cornedrue (en anglais Prongs). Il est également un ancien maraudeur et membre de l'Ordre du Phénix. Il est le descendant d'Ignotus Peverell, possesseur original de la cape d'invisibilité ; son histoire est racontée dans Les Contes de Beedle le Barde, dans le conte des Trois Frères. La cape d'invisibilité, une des trois Reliques de la Mort se lègue de génération en génération dans la famille Potter. Après la mort de James, c'est Dumbledore qui la garde pour l'observer. Il la donne néanmoins à Harry âgé de 11 ans lors de son premier Noël à Poudlard.
James est le meilleur ami de Sirius Black. Tous deux aiment ridiculiser Severus Rogue et peuvent se montrer parfois cruels, d'où la haine de ce dernier envers James. James Potter a toujours été amoureux de Lily et jaloux de Rogue qui est le meilleur ami de Lily. Lily et James ne se sont pas toujours bien entendus dans leur jeunesse et Lily ne se tourne vers James qu'après avoir été traitée de « sang-de-bourbe » par Severus Rogue. James Potter est un animagus non déclaré et son animal est le cerf, d'où son surnom « Cornedrue » (Prongs dans la version originale). D'ailleurs, le Patronus de Harry est en forme de cerf. Sirius, Peter et lui deviennent animagi pour tenir compagnie à Remus les soirs de pleine lune, lors de ses transformations en loup-garou. Ils errent ainsi tous les quatre dans le village de Pré au lard. Il est, comme son fils Harry, un élève de Gryffondor, particulièrement doué pour le Quidditch, mais au poste de poursuiveur. James Potter (Cornedrue) est l'un des auteurs de la Carte du Maraudeur, avec Sirius Black (Patmol), Remus Lupin (Lunard) et Peter Pettigrow (Queudver).
Sirius vit chez lui quand il s'enfuit de sa maison à l'âge de 16 ans. Il fait partie de l'Ordre du Phénix lors de la première guerre contre Voldemort. Il choisit Sirius Black comme témoin pour son mariage avec Lily Evans, comme parrain pour son fils Harry. Puis, il le choisit comme gardien du secret de leur maison à Godric's Hollow pour que lui et sa famille se cachent de Voldemort lorsque celui-ci les traque dans le but de tuer Harry. Néanmoins, sous les conseils de Sirius, qui trouve le plan trop évident pour Voldemort, il change de gardien du secret pour prendre Peter Pettigrow. Mais ce dernier les trahit, ayant déjà rejoint les rangs du mage noir. James meurt le premier, en essayant de protéger sa femme Lily et son fils Harry, quand Voldemort les attaque dans leur maison de Godric's Hollow. Harry rend hommage à son père en nommant son premier fils James Sirius Potter qui porte également le nom du parrain de Harry.
James Potter est interprété au cinéma par Adrian Rawlins dans chaque film, par Robbie Jarvis adolescent dans le souvenir de Rogue dans l'adaptation de Harry Potter et l'Ordre du Phénix et par Alfie McIlwain lorsqu'il était enfant lors du récit du Prince dans Harry Potter et les Reliques de la Mort 2e partie.

### Lily Potter
Lily Potter (née Evans) est la mère de Harry Potter, et membre de l'Ordre du Phénix. Elle est née de parents moldus le 30 janvier 1960 et a une sœur, Pétunia Dursley. Elle fait ses études à Poudlard dans la maison Gryffondor. Le meilleur ami d'enfance de Lily Evans est Severus Rogue. C'est lui qui lui apprend qu'elle est une sorcière après l'avoir espionnée pendant un certain temps. Elle s'éloigne de lui lorsqu'ils sont à Poudlard et qu'il devient de plus en plus un « vrai Serpentard ». Le glas de leur amitié sonne quand, en 5e année, alors qu'il se fait humilier par James Potter et Sirius Black, il appelle Lily dans sa colère et son humiliation « sang-de-bourbe », insulte grave dans le monde des sorciers. À Poudlard, Lily est une brillante élève, spécialement en potions, tout comme Severus Rogue. Elle est également aimée de tous ses professeurs, plus particulièrement de Horace Slughorn. 
Elle se marie avec James juste après la fin de leurs études. Tous deux rejoignent l'Ordre du Phénix. Tout en continuant la lutte contre Voldemort, Lily donne naissance à Harry. Apprenant que Voldemort cherche à tuer leur enfant, Lily et James se cachent dans un village appelé Godric's Hollow. Mais ils confient ce secret à Peter Pettigrow qui se révèle être un traître. Quand Voldemort se présente pour tuer Harry, Lily s'interpose et meurt à sa place. Il semble que ce soit l'amour de Lily pour son fils qui l'ait protégé de l'attaque de Voldemort, et plus particulièrement un sort de magie ancienne. Avec ce geste d'amour, elle crée une protection magique grâce aux liens du sang et aux liens familiaux. C'est pourquoi Harry doit rester dans la maison des Dursley jusqu'à sa majorité, soit 17 ans pour les sorciers, puisque sa tante est la dernière personne vivante ayant un lien de parenté avec Harry. 
Au cinéma, elle est interprétée par Geraldine Somerville dans tous les films, et par Ellie Darcey-Alden quand elle est enfant dans le souvenir de Rogue (Harry Potter et les Reliques de la Mort - Partie 2).

### Severus Rogue
Professeur de potions antipathique et directeur de la maison Serpentard à Poudlard. Il n'apprécie pas Harry Potter mais se montre loyal envers lui et sa cause. Il devient directeur de Poudlard dans Harry Potter et les Reliques de la Mort.

### Kingsley Shacklebolt
Kingsley Shacklebolt est Auror, membre de l'Ordre du Phénix, puis ministre de la Magie à la fin de l'histoire. C’est un grand sorcier noir à la voix grave. Il porte un anneau d'or à l'oreille. Il fait partie de la garde rapprochée chargée d'escorter Harry au siège de l'Ordre dans Harry Potter et l'Ordre du Phénix. Il est aussi présent lors de la bataille au département des mystères où il se fait vaincre par Bellatrix Lestrange. C'est l'Auror chargé de rechercher Sirius par le Ministère. C'est une chose pratique car il peut donc brouiller les pistes et faire croire que Sirius s'est réfugié au Tibet pour que le ministère ne puisse pas le retrouver. Il devient le « nouveau secrétaire » du Premier Ministre moldu bien qu'il lui serve en réalité de garde du corps. Il est le seul sorcier auquel les Dursley ont accordé leur confiance. Durant Harry Potter et les Reliques de la Mort, Kingsley contribue à l'animation de « Potterveille », la « radio de la résistance ». Il participe à la bataille de Poudlard et combat Voldemort lui-même aux côtés du professeur McGonagall et du professeur Slughorn. Après la mort de Voldemort, il devient ministre de la magie à titre provisoire. Son patronus est un lynx.
Au cinéma, Kingsley Shacklebolt est interprété par George Harris.

### Nymphadora Tonks
Nymphadora Tonks est née en 1973. Son père, Ted Tonks, est un sorcier né moldu et sa mère est Andromeda Tonks, née Black. Elle est donc la cousine de Sirius et son ascendance fait d'elle une sang-mêlé.
C'est une sorcière au visage pâle en forme de cœur aux yeux sombres et brillants. Ses cheveux sont souvent d'une couleur extravagante comme rose ou violet, et quand elle s'énerve, rouge ; elle peut les changer à volonté, étant Métamorphomage. Elle préfère se faire appeler Tonks plutôt que par son prénom Nymphadora, qu'elle n'aime pas. Elle met ses facultés de métamorphomage au service de l'Ordre du Phénix, et cela l'a également avantagée à son examen d'Auror : « J'ai eu les notes maximum en classe de dissimulation et déguisement. (…) Et sans avoir besoin d'étudier. C'était parfait ». Cependant, elle est très maladroite, ce qui lui a posé problème pour l'épreuve de filature.
Lorsqu'elle est à Poudlard, Tonks était à Poufsouffle. Elle n'est pas nommée préfète, car selon elle, il lui manquait certaines qualités indispensables comme la capacité à se conduire convenablement. Cependant, elle a sûrement été une élève douée en dépit de ses facéties, car d'excellents résultats sont exigés pour devenir Auror. Après avoir quitté Poudlard en 1991, Tonks doit affronter trois années supplémentaires d'entraînements. Elle a son diplôme un an avant sa rencontre avec Harry, à l'été 1995.
Dans Harry Potter et l'Ordre du Phénix, elle fait partie de la garde rapprochée chargée d'escorter Harry dans la nuit du 5 août 1995 au siège de l'Ordre. Elle est également présente lors de la bataille du département des mystères.
Dans Harry Potter et le Prince de sang-mêlé, Tonks apparaît tout d'abord maussade tout au long du roman. Cela est dû d'une part à ses problèmes de cœur. En effet, elle tombe amoureuse de Lupin, qui refuse ses avances, pensant ne pas être un bon partenaire pour elle du fait de sa condition de loup-garou et de son âge avancé. Cela est dû également au fait qu'elle se sent responsable de la mort de Sirius au Département des Mystères. Elle pense que si elle avait réussi à vaincre Bellatrix, celle-ci n'aurait pas pu assassiner son cousin. Lupin se ravise toutefois à la fin de l'année.
Dans Harry Potter et les Reliques de la Mort, ils se marient et ont un fils nommé Ted, en souvenir de son grand-père récemment assassiné par les Mangemorts. Tonks vit toutefois une relation sentimentale difficile avec Remus Lupin, qui est toujours aussi réticent à l'idée d'une vie de couple. Tonks meurt en même temps que son mari, lors de la terrible bataille de Poudlard. Elle est tuée par sa tante Bellatrix Lestrange. Leur fils Teddy est aussi métamorphomage et il s'éprend à l'adolescence de Victoire Weasley, fille de Bill et Fleur.
Au cinema, Tonks est interprétée par Natalia Tena.

### Arthur Weasley
Arthur Weasley est né le 6 février 1950. Il est le mari de Molly et le père de sept enfants. Arthur est membre de l'Ordre du Phénix à partir de sa reprise d'activité en 1995. Arthur a fait ses études à Poudlard qu'il a terminé avant 1968, dans la maison Gryffondor où il fréquentait déjà Molly.
Arthur est un sorcier de sang pur, tout comme sa femme, même s'il n'y accorde pas une importance flagrante. Il a deux frères. Sa famille est liée à d'autres familles de sang pur, notamment à la famille Black par sa mère Cedrella Black. Mais il est considéré comme un « traître à son sang » puisqu'il ne partage pas leur dévotion fanatique au maintien de la pureté du sang et qu'il respecte les moldus.
Arthur Weasley est interprété au cinéma par Mark Williams.
Caractéristiques
Arthur a le crâne dégarni et le peu de cheveux qui lui reste est roux, comme tous ses enfants. Il est grand, mince et porte des lunettes. Il est habituellement vêtu de longues robes, bien qu'il ait déjà porté des jeans et un sweat ou encore un pantalon à rayures et un vieux blouson en essayant de se faire passer pour un moldu.
Arthur adore tout ce que fabriquent les moldus, ce qui lui attire parfois quelques ennuis avec sa femme. Il achète des objets moldus puis les démonte dans son garage, essayant de comprendre leur fonctionnement, fasciné par la technologie moldue. Il leur lance également des sorts avant de les remonter. L'un de ces fameux objets fut la Ford Anglia volante, empruntée par son fils Ron et Harry Potter dans le 2e tome afin de se rendre à Poudlard.
Arthur travaille pour le ministère de la Magie, au service des détournements de l'artisanat moldu où il travaille avec un vieux sorcier nommé Perkins. Ils partagent une pièce encombrée par deux bureaux et des armoires à dossiers. Elle se situe au niveau deux du siège du ministère de la Magie à Londres avec le reste du département de la justice magique. Arthur n'occupe pas un poste très élevé au sein du Ministère ; certaines personnes - Molly et Percy, pour en citer deux - ont suggéré que son amour des moldus avait empêché une quelconque promotion sous le régime de Cornelius Fudge. Le travail d'Arthur le sollicite parfois la nuit, pour participer à des interventions visant à récupérer des objets illégalement ensorcelés. Cornelius Fudge, l'ancien ministre de la Magie, traite Arthur avec amitié et respect jusqu'à l'été 1995 où il se met à considérer les amis de Dumbledore comme des ennemis potentiels. Arthur est un ami intime et un grand sympathisant d'Albus Dumbledore et rentre donc dans cette catégorie. En revanche, Arthur a très peu de respect pour Lucius Malefoy, car ses attitudes compromettantes et ses rapports avec la magie noire sont complètement à l'opposé des valeurs en lesquelles croient les Weasley.
Évolution
Dans Harry Potter et le Prisonnier d'Azkaban, durant les vacances en été 1993, il gagne le grand prix de la loterie du Gallion, organisé par la Gazette du Sorcier et d'un montant de 700 Gallions. Il l'utilise pour que toute sa famille rende visite à Bill en Égypte.
Dans Harry Potter et la Coupe de feu, pendant l'été 1994, il assiste avec toute la famille - sauf Molly -, Harry et Hermione à la Coupe du Monde de Quidditch. Il y découvre alors l'apparition de la Marque des Ténèbres ainsi que l'attaque des Mangemorts. À son retour, il a du fil à retordre au ministère, et rentre les soirs du travail plus tard que jamais.
Dans Harry Potter et l'Ordre du Phénix, après la rupture entre Dumbledore et Fudge en juin 1995, Arthur Weasley devient un membre de l'Ordre du Phénix. Lors d'une soirée de garde devant la porte du Département des Mystères, dans lequel Voldemort essaye de s'infiltrer, Arthur est attaqué par le serpent Nagini et gravement mordu. Il est transporté à l'hôpital magique Sainte-Mangouste et y passe quelque temps à se faire soigner.
Dans Harry Potter et le Prince de sang-mêlé, durant le mandat de Rufus Scrimgeour, il est promu à la direction du bureau de détection et de confiscation des faux sortilèges de défense et objets de protection. À ce poste, il a dix personnes sous ses ordres. Il travaille beaucoup en raison du retour rendu public de Voldemort et de son nouveau travail.
Dans Harry Potter et les Reliques de la Mort, il travaille toujours au ministère pour gagner sa vie et ne pas être arrêté, bien que celui-ci soit tombé sous la coupe de Voldemort redevenu tout-puissant. Harry apprend lors d'une expédition risquée au ministère que M. Weasley est surveillé de près en raison de ses fréquentations avec des nés-moldus et de son amour pour les moldus. À la fin de cette année, il se bat contre les Mangemorts à Poudlard et découvre le corps sans vie de son fils Fred.

### Bill Weasley
William Arthur Weasley, dit Bill, est le fils aîné de la famille Weasley. Il est né le 29 novembre 1970. Il a étudié à Poudlard dans la maison Gryffondor où il fut d'abord préfet puis préfet en chef. En cinquième année, il obtint douze BUSE. Il a un correspondant dans une école brésilienne. Décrit comme le plus « cool » des frères Weasley, Bill a de longs cheveux roux attachés en catogan, des bottes en cuir de dragon et porte un crochet de serpent comme boucle d’oreille. Il est grand et mince.
Bill Weasley est en mission en Égypte pour Gringotts, la banque des sorciers. Il est briseur de sorts.
Évolution
Dans Harry Potter et la Coupe de feu, Bill vient assister au Tournoi des Trois Sorciers ainsi qu'à la Coupe du monde de Quidditch qui se déroule au mois d'août. Il aide alors les sorciers du ministère ayant fort à faire avec les sorciers peu respectueux des moldus. Avant la troisième tâche du tournoi, en lieu et place de la réelle famille de Harry, c'est lui et sa mère qui viennent l'encourager. C'est d'ailleurs à cette occasion qu'il croise Fleur Delacour, à qui il a l'air de beaucoup s'intéresser et réciproquement.
Dans Harry Potter et l'Ordre du Phénix, après le retour de Voldemort en 1995, il demande à revenir au siège de la banque Gringotts à Londres, afin de pouvoir travailler pour l'Ordre du Phénix. Il y travaille depuis, toujours comme briseur de sorts. Restée pour pouvoir perfectionner son anglais, Fleur Delacour y travaille également et devient sa petite amie. Ils ont d'ailleurs le projet de se marier.
Dans Harry Potter et le Prince de sang-mêlé, Fleur et lui préparent leur mariage. En fin d'année scolaire, l'école est attaquée par des Mangemorts. Bill et d'autres membres de l'Ordre sont appelés à l'aide. Dans la bataille, il est mordu par Fenrir Greyback, le même loup-garou ayant déjà mordu Remus Lupin. Son visage en est devenu méconnaissable. Il est soigné immédiatement par Mme Pomfresh. Cependant, ces blessures magiques se soignent difficilement, même si elles furent infligées par le loup-garou sous sa forme humaine. Chacun pense alors que le mariage avec Fleur Delacour sera annulé. Cependant, Fleur est bien résolue à ne rien changer à ses projets. Bill et Fleur sont présents lors de la cérémonie funèbre d'Albus Dumbledore.
Dans Harry Potter et les Reliques de la Mort, Bill s'est plutôt bien remis de la morsure de Greyback, bien qu'il soit toujours défiguré. Il fait partie des membres de l'Ordre du Phénix chargés de tromper les Mangemorts pour que Harry soit transféré sans danger du 4, Privet Drive jusqu'à la maison des parents de Nymphadora Tonks. Pendant une poursuite au-dessus de Londres, Bill voit Alastor Maugrey mourir de la main de Voldemort. Il repart par la suite avec Lupin à la recherche du corps de Fol-Œil, en vain. Quelques jours plus tard, Bill et Fleur se marient dans le jardin des Weasley. Mais dans la nuit, au milieu de la fête, les Mangemorts débarquent pour capturer Harry. Terrifiés, les invités se dispersent et s'enfuient. Bill reste pour essayer de retenir les Mangemorts, puis se retire avec sa femme dans leur maison en bord de mer. Plus tard dans l'année, Bill cache chez lui Ollivander, Gripsec le gobelin, Luna, Dean, Hermione, Ron et Harry. Dans son jardin est enterré Dobby l'Elfe de Maison. Vers la fin du tome, Bill participe à la grande bataille de Poudlard où est tué son frère Fred.
Il a trois enfants avec Fleur. On retrouve l'aînée, Victoire, dans l'épilogue du tome sept, en train d'embrasser Teddy Lupin, qui a un an de plus qu'elle. Dominique et Louis sont respectivement en troisième et deuxième année. Tous les enfants de Bill et Fleur sont à Poudlard, dans la maison de Gryffondor.
Au cinéma, Bill Weasley est interprété par Domhnall Gleeson.

### Charlie Weasley
Charles Weasley, dit Charlie, est un sorcier né le 12 décembre 1972. Il est entré à Poudlard en 1983. Deuxième fils d'Arthur Weasley et de Molly Weasley, Charlie travaille à des recherches sur les dragons, en Roumanie.
Caractéristiques
Les cheveux de Charlie sont roux, comme tous les membres de la famille Weasley. Ses taches de rousseur couvrent tellement sa peau qu'on dirait qu'il est bronzé. Il est un peu plus petit et râblé que ses frères et il est construit de manière plus robuste. Son visage est bienveillant, ses traits burinés. Il possède une grosse cicatrice luisante sur le bras due à une brûlure probablement reçue lors de son travail. Il a souvent des brûlures sur sa peau et ses mains sont rugueuses parce qu'il travaille avec des dragons.
Durant son époque à Poudlard, il est capitaine et attrapeur de premier rang pour l'équipe de Quidditch de sa maison, Gryffondor. Il a aussi été préfet. C'est quand il est dans l'équipe que Gryffondor gagne la coupe de Quidditch. Après son départ, il faut attendre plus de sept ans avant qu'ils la gagnent à nouveau. Il est si bon qu'il aurait pu jouer dans l'équipe d'Angleterre s'il n'était pas parti à la chasse aux dragons.
Évolution
Dans Harry Potter à l'école des sorciers, on apprend que Charlie étudie les dragons en Roumanie ; il organise avec succès le transfert du jeune dragon Norbert qu'a acheté illégalement Rubeus Hagrid. Hagrid aimait beaucoup Charlie quand il était à l'école, notamment parce qu'il savait très bien s'y prendre avec les animaux.
Dans Harry Potter et la Coupe de feu, présent au domicile familial, Charlie assiste en compagnie de Harry Potter et des autres Weasley à la coupe du monde de Quidditch. Il découvre alors la monstruosité des Mangemorts qu'il aide à repousser. Il apparaît aussi avant la première tâche quand il montre à Harry les dragons que les champions seront chargés d'affronter.
Dans Harry Potter et l'Ordre du Phénix, après le retour de Voldemort, Charlie s'engage dans l'Ordre du Phénix tout en restant en Roumanie, pour tenter de recruter des sorciers étrangers.
Dans Harry Potter et les Reliques de la Mort, il assiste au mariage de Bill et Fleur, au Terrier. Alerté par le professeur Slughorn, il arrive en renfort à la toute fin de la Bataille de Poudlard en compagnie des familles des élèves restés à l'école pour se battre.
Charlie Weasley est évoqué mais il est absent de la série de films.

### Molly Weasley
Molly Weasley (née Prewett) est une sorcière née en 1949. Elle est l'épouse d'Arthur Weasley et la mère de leurs sept enfants. C'est une ancienne élève de Poudlard, dans la maison Gryffondor. Molly Weasley est membre de l'Ordre du Phénix. Elle fait partie des « anciens », un groupe de sorcières et de sorciers fidèles et dévoués à Albus Dumbledore, mais ne rejoint l'Ordre que lors de sa reformation à la fin du quatrième tome. Elle est la sœur des jumeaux Gideon et Fabian Prewett, décédés lors de la première guerre contre Voldemort. Dans l'histoire, c'est une mère de substitution pour Harry Potter. Elle le considère comme l'un de ses fils, prenant l'initiative de le recoiffer elle-même ou d'arranger ses vêtements d'un geste machinal et affectif.
Au cinéma, Molly Weasley est interprétée par l'actrice Julie Walters.
Caractéristiques
Molly est une femme petite et potelée, souvent de bonne humeur. Elle est également femme au foyer, un excellent cordon bleu et une experte en entretien ménager. Elle a également éduqué ses enfants à domicile durant leurs premières années d'école primaire. Son amour maternel est partagé entre ses propres enfants et Harry. Quand Harry et Hermione séjournent au Terrier, la maison des Weasley, elle les considère comme faisant partie de la famille ; elle les accueille avec chaleur mais se montre souvent moins sévère avec eux qu'avec ses propres enfants.
Molly lit le magazine Sorcière-Hebdo. Elle crut pendant un moment les racontars de Rita Skeeter disant qu'Hermione aurait soi-disant brisé le cœur de Harry jusqu'à ce qu'elle se rende compte de son erreur.
Évolution
Dans Harry Potter à l'école des sorciers, Molly Weasley accompagne ses enfants à la gare de King's Cross d'où le Poudlard Express les mènera à Poudlard. Elle rencontre Harry Potter pour la première fois alors qu'il lui demande comment se rendre à la voie 9 3/4. Plus tard dans l'année, pour Noël, elle envoie un pull tricoté et des gâteaux à chacun de ses enfants, ainsi qu'à Harry.
Dans Harry Potter et la Chambre des secrets, Molly accueille Harry au Terrier à la fin de l'été. Elle mène les Weasley et Harry sur le chemin de Traverse où ils font leurs achats. Après que Ron et Harry sont allés à Poudlard avec la voiture volante de M. Weasley et que celle-ci s'est enfuie pour aller vivre dans la forêt, elle envoie une Beuglante à Ron pour exprimer sa colère ; M. Weasley risque une enquête au Ministère pour avoir ensorcelé un véhicule à la base moldu.
Dans Harry Potter et le Prisonnier d'Azkaban, Molly et tous les Weasley rejoignent Harry au Chaudron Baveur, sur le chemin de Traverse. Le soir, Harry surprend une dispute entre M. et Mrs Weasley, qui se demandent s'ils doivent révéler ou non à Harry que Sirius Black, récemment évadé d'Azkaban, le recherche pour le tuer. Harry découvre alors une Molly inquiète et très attachée à lui.
Dans Harry Potter et la Coupe de feu, Molly est furieuse contre Fred et George qui n'ont obtenu que trois BUSE (Brevet Universel de Sorcellerie Élémentaire) chacun. Elle les empêche alors de créer leurs produits de farces et attrapes qu'elle jette à la poubelle. Après l'incident de la Coupe du monde, elle fond en larmes en repensant aux dernières paroles qu'elle leur a dites.
Dans Harry Potter et l'Ordre du Phénix, Molly déménage provisoirement au 12, square Grimmaurd. Il s'agit du quartier général de l'Ordre du Phénix et la maison de Sirius Black, ayant appartenu à une grande lignée de Sang-Purs. Elle s'occupe de nettoyer la maison et de la vider de tous ses objets dangereux. C'est encore au 12, square Grimmaurd, face à un épouvantard, que Molly révèle sa plus grande peur : c'est que l'un des membres de sa famille (incluant Harry) se fasse tuer.
Dans Harry Potter et le Prince de sang-mêlé, en fin d'année, elle est ébranlée par la mort de Dumbledore et la blessure de Bill, attaqué par Fenrir Greyback lors de la dramatique intrusion des Mangemorts à Poudlard. Dans son désespoir, elle se jette dans les bras de Fleur avec qui Bill comptait se marier, ce qu'elle semblait ne pas apprécier. Elle est apparemment maintenant décidée à l'accepter.
Dans Harry Potter et les Reliques de la Mort, elle essaie de découvrir pourquoi Ron, Harry, et Hermione ne comptent pas retourner à Poudlard et quelle mission leur a confié Dumbledore. Elle les harcèle sans arrêt et fait de son mieux pour éviter de les laisser seuls tous les trois. À la fin de l'année, Molly, Arthur et tous les membres de l'Ordre du Phénix sont appelés à l'aide pour la grande bataille à Poudlard. Alors que l'on ne l'a jamais vue se battre, Molly déchaîne brusquement l'étendue de sa capacité de combat lorsque ses enfants sont menacés. C'est elle qui affronte le plus dangereux des lieutenants de Voldemort, Bellatrix Lestrange, après que celle-ci a tenté de tuer Ginny. Un duel implacable s'engage entre les deux femmes et Molly tue Bellatrix d'un sortilège en plein cœur. Mais sa haine envers Bellatrix n'est rien en comparaison au désespoir qu'elle ressent en trouvant son fils Fred mort au milieu des autres victimes.

## Sources
- (en) Cet article est partiellement ou en totalité issu de l’article de Wikipédia en anglais intitulé « Order of the Phoenix (fictional organisation) » (voir la liste des auteurs).

- Cet article est partiellement ou en totalité issu de l'article intitulé « Personnages secondaires de l’univers de Harry Potter » (voir la liste des auteurs).

- Cet article est partiellement ou en totalité issu de l'article intitulé « Liste des personnages de l'univers de Harry Potter » (voir la liste des auteurs).